# Hydriomena midaria
Hydriomena midaria är en fjärilsart som beskrevs av William Schaus 1922. Hydriomena midaria ingår i släktet Hydriomena och familjen mätare. Inga underarter finns listade i Catalogue of Life.